# Clement Kemboi
Clement Kemboi Kimutai (ur. 1 lutego 1992, zm. we wrześniu 2024 w Iten) – kenijski lekkoatleta specjalizujący się w biegach długich.

## Życiorys
W 2015 zdobył złoty medal igrzysk afrykańskich w Brazzaville.
Rekord życiowy w biegu na 3000 metrów z przeszkodami: 8:10,65 (6 maja 2016, Doha).
1 października 2024 znaleziono jego ciało powieszone na terenie farmy należącej do St. Patrick’s High School w Iten. Przyczyną jego śmierci było samobójstwo, dokonane ponad tydzień wcześniej.

## Osiągnięcia
| Rok  | Impreza              | Miejsce     | Konkurencja                        | Lokata     | Wynik   |
| ---- | -------------------- | ----------- | ---------------------------------- | ---------- | ------- |
| 2015 | Igrzyska afrykańskie | Brazzaville | bieg na 3000 metrów z przeszkodami | 1. miejsce | 8:20,31 |